# Tableau des médailles des Jeux paralympiques d'hiver de 2002
Le tableau ci-dessous fournit la répartition des médailles aux Jeux paralympiques d'hiver de 2002 à Salt Lake City (États Unis). Les pays sont classés selon le nombre de médailles d'or obtenues. En cas d'égalité, on prend en compte le nombre de médailles d'argent puis le nombre de médailles de bronze obtenues. Si deux pays ont le même nombre de médailles d'or, d'argent et de bronze, ils ont le même rang dans la classification. Le premier nombre entre parenthèses représente les médailles obtenues par les hommes et le second celles obtenues par les femmes.
- Pays organisateur (États-Unis)

| Rang | Nation             | Or        | Argent     | Bronze    | Total      |
| ---- | ------------------ | --------- | ---------- | --------- | ---------- |
| 1    | Allemagne          | 17 (13/4) | 1 (1/0)    | 15 (15/0) | 33 (29/4)  |
| 2    | États-Unis         | 10 (3/7)  | 22 (11/11) | 11 (5/6)  | 43 (19/24) |
| 3    | Norvège            | 10 (5/5)  | 3 (2/1)    | 6 (2/4)   | 19 (9/10)  |
| 4    | Autriche           | 9 (5/4)   | 10 (9/1)   | 10 (8/2)  | 29 (22/7)  |
| 5    | Russie             | 7 (7/0)   | 9 (7/2)    | 5 (3/2)   | 21 (17/4)  |
| 6    | Canada             | 6 (4/2)   | 4 (2/2)    | 5 (2/3)   | 15 (8/7)   |
| 7    | Suisse             | 6 (6/0)   | 4 (4/0)    | 2 (2/0)   | 12 (12/0)  |
| 8    | Australie          | 6 (6/0)   | 1 (1/0)    | 0         | 7 (7/0)    |
| 9    | Finlande           | 4         | 1          | 3         | 8          |
| 10   | Nouvelle-Zélande   | 4 (1/3)   | 0          | 2 (2/0)   | 6 (3/3)    |
| 11   | Italie             | 3 (3/0)   | 3 (3/0)    | 3 (3/0)   | 9 (9/0)    |
| 12   | Espagne            | 3 (3/0)   | 2 (2/0)    | 2 (2/0)   | 7 (7/0)    |
| 13   | France             | 2 (1/1)   | 11 (6/5)   | 6 (3/3)   | 19 (10/9)  |
| 14   | République tchèque | 2         | 1          | 2         | 5          |
| 15   | Pays-Bas           | 1         | 3          | 0         | 4          |
| 15   | Biélorussie        | 1         | 3          | 0         | 4          |
| 17   | Pologne            | 1 (1/0)   | 0          | 2 (1/1)   | 3 (2/1)    |
| 18   | Ukraine            | 0         | 6 (2/4)    | 6 (2/4)   | 12         |
| 19   | Suède              | 0         | 6 (4/2)    | 3 (3/0)   | 9          |
| 20   | Slovaquie          | 0         | 3 (3/0)    | 6 (4/2)   | 9 (7/2)    |
| 21   | Corée              | 0         | 1 (1/0)    | 0         | 1          |
| 22   | Japon              | 0         | 0          | 3 (1/2)   | 3 (1/2)    |